# Bore
Cet article concerne l'élément chimique. Pour les autres significations, voir Bore (homonymie).

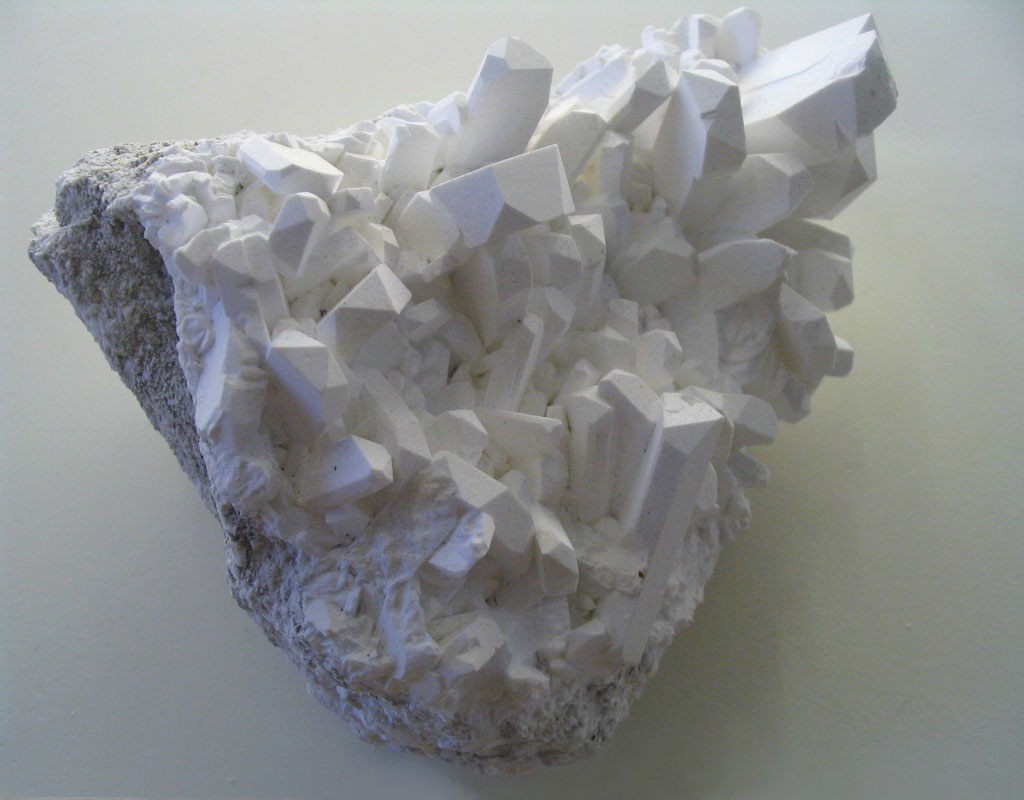
Cristaux de borax, un composé du bore.

Le bore est l'élément chimique de numéro atomique 5, de symbole B. C'est la tête de file du groupe 13 du tableau périodique.
Il fait partie, avec le lithium et le béryllium, des quelques éléments légers absents des principaux processus de nucléosynthèse (nucléosynthèse primordiale et nucléosynthèse stellaire). La présence du bore, en faible abondance, dans l'espace est imputable à la spallation cosmique (bombardement interstellaire d'éléments plus lourds par les rayons cosmiques).
Le corps simple bore est un métalloïde trivalent. Il est plutôt rare dans l'écorce terrestre et le système solaire, mais plus abondant à la surface de la Terre, sous forme de borates (principalement de borax), et dans les océans sous forme d'acide borique. Il constitue environ 0,001 % de la croûte terrestre, soit 10 ppm en moyenne (en particulier 5 mg/kg dans les basaltes).
Il existe deux variétés allotropiques principales de bore à l'état de corps simple : le bore amorphe est une poudre brune, tandis que le bore cristallin est noir. Le bore cristallin est dur — 9,3 sur l'échelle de Mohs — et présente une faible conductivité électrique à température ambiante.
Le bore présente un grand intérêt tant pour la variété de ses composés, pour les progrès qu'il a rendu possibles dans la compréhension de la liaison chimique, que pour son importance industrielle et technologique. Il est utilisé essentiellement sous forme de perborate de sodium Na2B2O4(OH)4 dans les lessives et les détergents, ainsi que sous forme de borax Na2B4O7·10H2O dans les matériaux en fibres de verre.

## Découverte
Les composés du bore (arabe بورق - buraq, persan burah « brillant ») sont connus depuis des milliers d'années. Dans l'Égypte antique, le procédé de momification dépendait du natron, un minerai contenant en impuretés des borates ainsi que d'autres sels plus communs. Il est connu par les métallurgistes et céramistes depuis la plus haute Antiquité. Les Chinois se servaient d'une glaise à haute teneur en borax au moins depuis −300 et les Romains utilisaient des composés de bore pour la fabrication du verre[réf. nécessaire].
Cet élément ne fut isolé qu'en 1808 par Sir Humphry Davy, Gay-Lussac et le baron Louis Jacques Thénard, qui obtinrent une pureté de 50 %. Ils n'identifièrent toutefois pas la substance comme un élément; ce fut fait par Jöns Jacob Berzélius en 1824. Henri Moissan livra les premiers échantillons purifiés et le premier échantillon de bore pur fut obtenu, à partir de sesquioxyde de bore, par le chimiste américain Ezekiel Weintraub en 1909.

## Cinétique environnementale du bore
Dans les sols, le bore est à la fois facilement adsorbé et facilement solubilisé. Le ruissellement, notamment sur les sols labourés, emporte le bore dans les eaux douces ; la teneur en bore des eaux douces européennes atteint 0,001 à 2 mg/L, avec des valeurs moyennes généralement inférieures à 0,6 mg/l).
Les carences en bore des sols sont favorisées par des facteurs tels que :
- des précipitations abondantes ;
- un apport de chaux récent (pH supérieur à 6,6) ;
- des sols sablonneux (acrisols, podzols et à moindre niveau andosols, luvisols et oxisols[12]) ;
- des sols riches en matière organique.

Le bore est emporté, essentiellement sous forme d'acide borique, vers les océans. La plupart du bore terrestre s'y trouve concentré : dans l'eau (4,5 mg/L en moyenne) et dans les sédiments marins. Une petite partie du bore est volatilisée dans l'atmosphère via les embruns, les incendies de forêt et l'évaporation d'acide borique marin, ainsi qu'à partir de l'activité volcanique et, depuis quelques siècles, à partir des opérations minières, de la production de verre et de céramiques, de l’épandage agricole de produits chimiques, et de la combustion du charbon (centrales thermiques, usines métallurgiques…). Le bore particulaire retombe en mer ou sur terre sous forme de dépôts secs ou humides. La teneur de l'air en bore ne dépasse pas 0,5 à 80 ng/m3.
Dans le sol ou les sédiments, le bore tend à être transformé en borates par les champignons et bactéries et à s'adsorber sur le substrat quand il est alcalin (pH de 7,5 à 9) (et à être désorbé si le milieu s'acidifie,).

## Masse atomique
Le bore naturel est composé de ses deux isotopes stables, 10B et 11B. La variabilité de leurs concentrations respectives, en particulier entre les borates de Californie (pauvres en 10B) et ceux de Turquie (riches en 10B), empêche la détermination de la masse atomique du bore à une précision meilleure que 10,81.
En outre, le bore 10 a été utilisé dans les années 1950 comme standard de section efficace neutronique du fait de la large valeur (~ 3 838 barns) de la section efficace de 10B dans la réaction nucléaire  10B + n → 4He + 7Li. Ainsi, comme pour le lithium appauvri en 6Li pour d'autres raisons, des quantités non négligeables de bore appauvri en 10B remis dans le circuit commercial contribuent également à la basse précision de la détermination de la masse atomique du bore.

## Isotopes
Le bore possède quatorze isotopes connus, avec un nombre de masse variant entre 6 et 19. Seuls 10B et 11B sont stables et naturellement présents dans la nature, le second représentant 80 % du bore naturel. Les radioisotopes du bore sont très instables : la demi-vie la plus longue, celle de 8B, n'est que de 770 ms. Ils se désintègrent en isotopes de l'hélium pour les isotopes plus légers que les isotopes stables (via des isotopes du béryllium pour certains), en isotopes du carbone pour les plus lourds. Son analyse isotopique peut être utile pour tracer les origines de certains composés anthropiques du bore.

## Caractéristiques notables

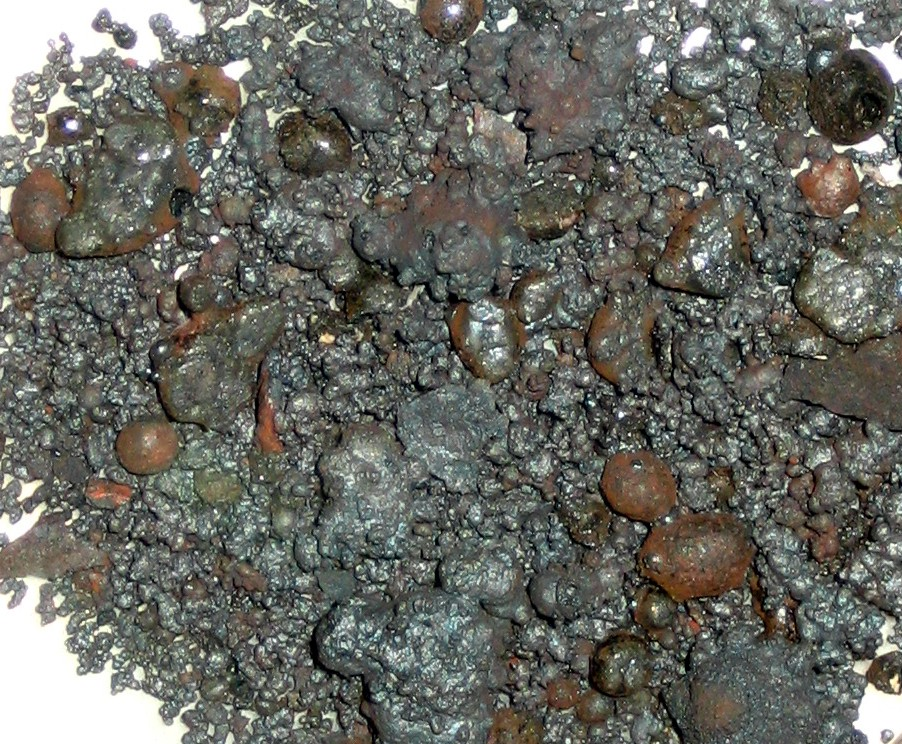
Granules de bore élémentaire.

Le bore est le seul élément non métallique de sa colonne (groupe) du tableau périodique. À ce titre, ses propriétés chimiques diffèrent de celles de l'aluminium, du gallium, de l'indium et du thallium. Ainsi, il ne présente pas de chimie ionique en solution aqueuse. Le bore possède une orbitale-p presque vide (un seul électron sur les six pouvant occuper cette sous-couche). Trivalent (susceptible de former trois liaisons covalentes), il est utilisé en électronique comme dopant de type p (accepteur d'électrons / riche en trous) pour le silicium (tétravalent). Les composés du bore se comportent souvent comme des acides de Lewis, se liant aisément avec des espèces riches en électrons afin de combler son déficit électronique.
Le bore est transparent à la lumière infrarouge. À température ambiante, le bore est un mauvais conducteur électrique mais est un bon conducteur à température élevée.
Le bore possède la résistance à la traction la plus élevée de tous les éléments connus[réf. nécessaire].
Le nitrure de bore cubique peut être employé pour faire des matériaux aussi durs que le diamant. Le nitrure agit également en tant qu'isolant électrique, mais conduit la chaleur comme un métal. Le nitrure de bore hexagonal a des qualités lubrifiantes semblables à celles du graphite.
Le bore ressemble également au carbone car il a la possibilité de former des réseaux moléculaires stables par liaisons covalentes.
Il est présent dans les lessives, ce qui en fait un traceur de pollution urbaine dans les réseaux d'assainissement.
On le détecte dans l'eau grâce à la curcumine, avec laquelle il forme le rouge de rosocyanine.
Curieusement, le bore n'entre dans la composition que d'une seule molécule ayant un rôle biologique connu : AI-2 (autoinducer 2), découvert en 1994 par Bonnie L. Bassler, est un agent qui permet à des bactéries de communiquer entre elles pour évaluer leur nombre et de ne déclencher certaines actions (comme la luminescence) que si elles sont relativement nombreuses. Cette molécule est un sucre qui enserre un atome de bore.[réf. souhaitée]
Le bore présente également, à haute pression (plus de 10 GPa, ou 100 000 atm), la faculté de former un cristal ionique à lui seul, alors que d’ordinaire un tel cristal est constitué d’au moins deux types d’atomes différents. Cette propriété s’explique par le fait que, sous l’effet de la pression, les atomes de bore s’assemblent en deux types d’amas aux caractéristiques ioniques différentes, l’un se comportant comme un cation et l’autre comme un anion, permettant ainsi la formation d’un cristal ionique.

## Applications
- Le composé du bore ayant la plus grande importance économique est le borax ou tétraborate de sodium Na2B4O7·5H2O, qui est notamment utilisé pour la fabrication de fibre de verre isolante et comme agent de blanchiment.
- Pour la couleur verte qu'il donne dans la flamme, le bore « amorphe » est utilisé dans les effets pyrotechniques.
- L'acide borique est un composé important de certains produits textiles.
- L'acide borique et ses sels ont été très utilisés en médecine comme médicaments biocides, mais ils sont peu à peu remplacés par d'autres produits plus sûrs. « Divers agents borés hypolipémiants, anti-inflammatoires ou anti-cancéreux ont été proposés et/ou développés dans les années 1970-1980, mais la plupart de ces composés ont aussi été jugés hautement toxiques lorsqu'ils ont été testés aux doses thérapeutiques nécessaires chez les animaux »[21].
- Conservateur alimentaire : après avoir constaté au XIXe siècle qu'un mélange de trois parties d'acide borique et d'une partie de borax semblait faire un conservateur très efficace pour le lait, le beurre ou des produits carnés, il a été utilisé par certains industriels comme conservateur alimentaire jusqu'à ce que des empoisonnements mortels ou graves (par surdosage ou consommation accidentelle) ont fait reculer ces pratiques et les ont fait interdire aux États-Unis, en France, Allemagne, Pays-Bas, Italie et Espagne, puis plus tardivement en Grande-Bretagne (un peu avant 1928, après une enquête prolongée sur différentes méthodes de conservation des aliments). Le lait traité au bore (Boricized milk) avait notamment provoqué des troubles intestinaux graves chez les nourrissons[22].
- Des composés du bore sont utilisés en synthèse organique et pour produire des verres borosilicatés tels que le Pyrex.
- Certains sels de bore ont longtemps été utilisés comme pesticides, insecticides et fongicide pour le bois, par exemple sous forme de polyborate NaB8O13 · 4 H2O contre les termites et d'autres insectes xylophages, contre les champignons xylophages[23], présentant l'intérêt de spontanément bien pénétrer dans le bois, mais l'inconvénient de mal s'y fixer (il est très soluble) et sa durée de vie ou d'efficacité n'est pas connue[23] ; ainsi que comme anti-puce ; ovicide[24] et larvicide[25],[26].
- Des sels de bore ou de l'acide borique ont aussi été utilisés comme fongicide et ignifugeant pour le bois, puis pour la ouate de cellulose avec l'avantage supposé de présenter une faible toxicité pour l'humain. Mais, outre une écotoxicité à terme (toxicité pour les arthropodes notamment), on a montré que les sels de bore étaient toxiques pour les mammifères (réduction du poids fœtal, malformations du squelette et de viscères, chez le rat, la souris et le lapin[27]) et a priori pour le développement fœtal humain[27]. Sur cette base notamment, le 16 février 2007, l'acide borique et ses sels ont été classés « Reprotoxique de catégorie 2 » à l'annexe de la 30e A.T.P. de la directive 67/548[28],[29].
- L'acide borique, le borate de sodium, l'eau boriquée et eau oxygénée boriquée ont été utilisés comme médicaments[30], par exemple pour le traitement profond de certaines plaies, à la suite d'un article scientifique de 1990[31] qui a été ensuite considéré comme présentant des défauts méthodologiques[31] ; les symptômes de l'intoxication par l'acide borique ou ses sels diffèrent de ceux directement induits par le bore. Ce sont des troubles digestifs (vomissements, douleurs abdominales…, 63,7 %), des troubles neurologiques (vertiges, ébriété, hypotonie…, 13,0 %), des manifestations cutanéo-muqueuses de type allergique (érythème…, 11,0 %) et des troubles respiratoires (5,5 %) et/ou généraux (5,5 %)[29]. Tout ou partie de ces symptômes ont été constatés chez 22,3 % de 367 personnes recensées comme ayant été exposées (par voie orale le plus souvent) à de l'acide borique (84,2 %) ou à du borate de sodium, de l’eau boriquée ou de l’eau oxygénée boriquée, dans le cadre d'accidents ou d'erreurs thérapeutiques[29].
- Le bore naturel ou enrichi en 10B est utilisé, sous forme d'acide borique dilué dans l'eau, comme absorbant neutronique dans les réacteurs nucléaires à eau pressurisée et piscines de stockage de combustible nucléaire usé : son bore empêche toute réaction de criticité dans ces zones où le combustible, même usagé, contient encore assez de matières fissiles pour enclencher une réaction.. Il joue aussi un rôle de bouclier contre les radiations neutroniques et dans les détecteurs de neutrons.
- On le trouve en alliage avec le fer et le néodyme (Nd2Fe14B) dans de puissants aimants permanents.
- En métallurgie, le bore renforce la résistance des joints de grains. La combinaison du bore et du titane (appelé « couple titane-bore ») dans les aciers trempés-revenus influe considérablement sur les propriétés mécaniques de ces derniers en augmentant leur trempabilité (taux de martensite plus élevé). Le dosage doit être très précis, certaines normes d'élaboration interdisent les concentrations en bore supérieures à 5 ppm (en masse).
- Des composés de bore sont étudiés pour un très grand nombre d'applications comme dans les membranes perméables au sucre, les capteurs d'hydrate de carbone.
- Dans l'industrie des semi-conducteurs, le bore est un dopant accepteur (type-P), notamment dans le silicium. Le diamant naturel a une mauvaise conductivité électrique, mais il peut être utilisé dans l'industrie des semi-conducteurs s'il a été dopé avec des impuretés de bore, bore-deutérium (ou de phosphore) ; un diamant fortement dopé au bore (plus de 3 × 1020 bore/cm3) acquiert un comportement métallique et peut même être utilisé comme électrode pour l'électrochimie. De telles électrodes sont capables de « réduire à des bas potentiels et même d'oxyder à des hauts potentiels des composés que certaines électrodes conventionnelles telles que l’or, le platine, le carbone vitreux ne peuvent atteindre. Elles pourraient servir à réduire les nitrates et oxyder certains polluants organiques des eaux »(sans attaquer l'eau elle-même)[32].
- Le diborane est un ergol étudié dans le domaine de l'astronautique pour son impulsion spécifique élevée avec le difluorure d'oxygène.
- Le bore (combiné à de l’hydrogène) est également pressenti comme futur combustible thermonucléaire dans le cadre de la fusion aneutronique.

## Production industrielle
On ne trouve pas de bore dans la nature sous sa forme élémentaire, mais sous forme combinée par exemple dans le borax (tinkalite), l'acide borique, la colémanite, la kernite, l'ulexite et divers borates. On trouve parfois de l'acide borique dans les sources d'eau volcanique. L'ulexite est un minerai de bore qui possède naturellement les propriétés de la fibre optique.
Les États-Unis (avec le gisement économiquement le plus important de minerai de rasorite, dans le désert des Mojaves en Californie) et la Turquie (avec ses vastes réserves de minerai de borax) sont les deux plus grands producteurs de bore. La Turquie détient près de 73 % des réserves mondiales et les États-Unis environ 13 %.
Le bore pur n'est pas facile à préparer. Les premières méthodes impliquaient la réduction de l'acide borique avec un métal tel que le magnésium ou l'aluminium. Toutefois le produit est presque toujours contaminé par des borures métalliques.
Le bore très pur est préparé en réduisant des halogénures de bore volatils avec de l'hydrogène à haute température.

## Fonctions et toxicité biologique

### Oligo-élément à faible dose?

#### Pour les végétaux
Ce métalloïde est présent sous forme ionique ou minéral amorphe de manière courante dans l'environnement.
C'est l'un des 7 composants essentiels des végétaux ; associé à la pectine, il contribue à maintenir l'intégrité de leurs parois cellulaires, et il est indispensable à la croissance des tubes polliniques. Seuls les végétaux bioaccumulent fortement le bore. Certains légumes en contiennent de 0,025 à 0,05 mg/g de poids sec, devant les fruits (de 0,005 à 0,000 5 mg/g) eux-mêmes plus riches en bore que les céréales et leur grains (de 0,001 à 0,005 mg/g). Dans le bois de l'arbre il se stabilise dans le phloème d'où il est peu transféré aux autres tissus sauf chez certaines espèces dont le pommier (les pommes sont riches en bore) et chez les espèces riches en sorbitol. Les racines en contiennent le moins, les feuilles le plus.
En revanche, un taux de bore dépassant 1 ppm dans le sol peut provoquer une nécrose marginale des feuilles et affecter la croissance de plantes sauvages ou cultivées (tomate par exemple).
Certains dérivés du bore ont d'ailleurs été utilisés comme pesticides désherbants et une forte dose de bore tue les plantes.

Inversement, des niveaux trop bas (inférieurs à 0,8 ppm) peuvent provoquer ces mêmes symptômes chez des végétaux particulièrement sensibles au bore dans le sol (arbres fruitiers par exemple).
Selon une étude (2010) faite dans la vallée de San Joaquin (SJV) en Californie, l'acidité (pH bas) du sol, même faible serait un des facteurs aggravant le plus la phytotoxicité du bore. Il est associé à une inhibition des symbioses bactériennes de la Rhizosphère chez des concombres cultivées sur un sol salinisé par l'irrigation avec une eau dure ; l'augmentation du taux de bore dans un sol légèrement acide s'accompagnant d'une chute de la diversité bactérienne associée aux racines.
Le bore s’accumule dans les végétaux.

#### Chez l'humain et l'animal
Le bore est largement présent dans l'alimentation animale et humaine. Il ne semble pas être bioaccumulé, sauf dans les os, où le bore s'accumule fortement. Chez le rat exposé au bore par l'alimentation, les os l'accumulent fortement puis, après que l'apport alimentaire a cessé, la charge osseuse en bore diminue en quelques mois mais se stabilise définitivement à une teneur trois fois supérieure à la moyenne.
Chez les invertébrés il est toxique à faible dose, quelques dizaines de mg/L d'eau chez la crevette (chez Litopenaeus vannamei par exemple, avec une toxicicité variant selon la salinité de l'eau). D'après des études faites sur la limande (Limanda limanda) ou le mulet à grosses lèvres (Chelon labrosus), les poissons marins s'y montrent moins sensibles que les invertébrés.
Son rôle (positif ou négatif) dans la physiologie animale est mal compris. À faible dose, il est au moins impliqué dans le transport membranaire, et stimule l'activité ATPase, le pompage des ions H+ de pompage et l'absorption des ions K+. Depuis qu'on sait qu'il a une activité biologique, la recherche sur la chimie de ses composés s'est développée. Certains de ces composés se sont montrés être de puissants agents anti-ostéoporotiques, anti-inflammatoires, hypolipémiants, anti-coagulant et anti-néoplasiques à la fois in vitro et in vivo chez l'animal de laboratoire.
Il n'est pas certain qu'il s'agisse d'un élément vraiment indispensable à lui seul ; des expériences avec supplémentation ou privation de bore ont un impact sur le métabolisme du calcium osseux, mais avec des effets nettement plus marqués quand il y carence d'autres nutriments (cholécalciférol, magnésium).
Quelques études épidémiologiques laissent penser qu'il pourrait — à faible dose (1 à 13 mg/j, fourchette de non-toxicité selon l'OMS) — jouer un rôle positif pour la santé. Des épidémiologistes ont observé que les cancers et les maladies musculo-squelettiques sont très rares chez les habitants des zones minières où l'on exploite le bore, mais s'il existe un lien de cause à effet, il est encore incompris.
Dans certaines régions, l'eau de forage peut naturellement présenter des teneurs conjointement trop élevés en bore et fluor, en étant cause de fluorose dentaire. Le bore a été massivement utilisé comme ignifugeant et a contaminé les eaux de surface en tant qu'additif de produits nettoyants, mais une étude anglaise (2010) montre que cette source particulière de pollution est en diminution.
Inhalation par des rats sous forme de trifluorure de bore (BF3) : en 2 semaines, tous les rats exposés à 180 mg/m3 sont morts avant la sixième exposition (CL50 à 4 h est de 1,21 mg/L d'air), et ceux exposés à 66 et 24 mg/m3 ont montré des signes cliniques d'irritation respiratoire, une chute de poids, une augmentation du poids des poumons, et diminution du poids du foie, avec une nécrose et pycnose de l'épithélium tubulaire proximal des reins dans le groupe le plus exposé. Une accumulation de matières sèches a aussi été constatée autour du nez et de la bouche, ainsi que des râles et des larmoiements, associés à une dépression réversible du taux de protéines du sérum et des globulines, avec augmentation du taux de fluor osseux et urinaire. Les effets semblent tous de type « dose-dépendant ». La toxicité rénale est significative à 17 mg/m3 d'air alors que l'exposition à 6 mg/m3, bien que montrant une élévation des fluorures, n'a pas abouti à une réponse toxique visible.

### Incertitudes toxicologiques

#### Concernant sa reprotoxicité
Des données toxicologiques (sur la reproduction notamment) sont issues de l'expérimentation animale. Elles ne semblent cependant pas directement extrapolables à l'humain car certains effets négatifs chez l'animal (rat, souris, lapin) n'ont pas été confirmés par les données épidémiologiques disponibles chez l'humain,. Aux doses d'exposition des ouvriers travaillant dans un environnement industriel riche en bore, on n'a pas non plus constaté de corrélation entre le taux de bore dans le sang ou le liquide séminal et la fréquence ou la gravité de paramètres indésirables pour le sperme (mais dans ces études, les expositions n'atteignaient pas celles qui en laboratoire provoquent des effets indésirables chez l'animal).

#### Concernant son utilité biologique
Elle est évidente chez les végétaux, mais moins chez l'humain ou l'animal.
Le bore semble impliqué dans la fonction cérébrale (via ses effets sur le transport transmembranaire), il affecte la synthèse de la matrice extracellulaire et semble bénéfique pour la cicatrisation de plaies. Si une supplémentation en bore augmente le taux sérique de β-estradiol et de testostérone, il a néanmoins des effets reprotoxiques (inhibition de la fonction reproductive).
Comme la quantité de bore de l'eau potable doit (les borates sont concernés par une directive européenne en Europe) et peut être contrôlée et que la quantité de bore est faible dans les aliments (un adulte moyen en consommerait 1 à 2 mg/j), on suppose que dans un contexte « normal », il n'a pas d'effets négatifs sur la santé humaine, mais une évaluation complète des risques nécessiterait de clarifier l'importance positive ou négative du bore sur tous les processus cellulaires et physiologiques.
Le bore est présent dans tous les aliments d'origine végétale. Depuis 1989, sa valeur nutritive a été confirmée[réf. souhaitée]. On pense que le bore joue un rôle biochimique chez plusieurs animaux, y compris les humains. Le ministère américain de l'agriculture a mené une expérience[réf. souhaitée] dans laquelle les femmes ménopausées ont pris 3 mg de bore par jour. Les résultats ont montré que le bore réduit l'excrétion de calcium de 44 %, et active la production d'œstrogène et de vitamine D, ce qui suggère un rôle possible dans la prévention de l'ostéoporose.

#### Concernant le passage percutané
Selon les premières données (études in vivo) disponibles, la peau humaine résiste bien au passage percutané, hormis, quand elle est endommagée, abrasée ou en cas de blessure. Cependant, ces études sont parfois anciennes, et elles ont été produites alors que la sensibilité des méthodes d'analyse du bore dans une matrice biologique était faible.
Une étude in vitro récente (1998) a été faite par le département de dermatologie de l'université de Californie (San Francisco), avec un matériel d'analyse plus performant. Ses résultats questionnent les scientifiques, car montrant pour certaines formes de bore un passage percutané de 10 à 1000 fois plus important que ce qui avait été trouvé dans des études in vivo plus anciennes. Selon les auteurs, ces résultats devraient remettre en cause les évaluations de risque toxicologique antérieures.

#### Concernant ses seuils de toxicité ou d'écotoxicité
Comme pour d'autres éléments, ces seuils peuvent varier selon les espèces (et les individus s'il existe des vulnérabilités génétiques). Et il faut à la fois considérer la toxicité aiguë et chronique.
Selon une réévaluation toxicologique récente (2013) basée sur le modèle animal (mammifères), les deux facteurs critiques pour sa toxicité chez les mammifères sont une toxicité testiculaire et une inhibition du développement fœtal. Au-delà de certains seuils, un excès de bore est en effet
- source d'infertilité masculine par délétion de la spermatogenèse à la suite d'une atrophie testiculaire (avec aplasie germinale[54]). Cet effet, plus ou moins réversible selon la dose de bore acquise, est démontré chez le rat, la souris de laboratoire, la souris sylvestre et le chien, « à des doses inférieures à celles requises pour provoquer d'autres effets indésirables »[55],[56],[57] Dixon et al. 1979, 
L'infertilité est dans ce cas dose-dépendante, c'est-à-dire d'autant plus importante que l'exposition de l'individu au bore a été élevée, avec lésion du testicule (chez le rat adulte nourri à 9 000 ppm d'acide borique (équivalent de 1 575 ppm de bore pur) avec aussi une réduction légère du taux de testostérone sérique basale[55]. 
Ces effets sont réversibles tant que la dose ingérée n'a pas entrainé la destruction des cellules germinales. 
Un effet de perturbation hormonale est soupçonné[58] en raison d'un épuisement germinal bien corrélé avec l'augmentation des teneurs plasmatiques de la FSH, bien que les taux d'autres hormones (testostérone et LH ne sont pas toujours affectés). La NOAEL pourrait être de 17,5 mg de B/kg pc et par jour chez le rat[59],[60],[61] pourrait être dérivé. 
Chez des lots de rats alimentés avec 9 000 ppm d'acide borique additionnés à leur nourriture durant un à sept jours, on constate une rapide augmentation du taux de bore dans le plasma (2 à 20 fois après 24 h), mais le testicule n'accumule pas particulièrement le bore (à la différence des os)[55].
- une perte de fertilité a aussi été observée chez des femelles de rats et souris expérimentalement exposés[58],[62] et 58,8 mg B/kg pc et par jour avec diminution de la fertilité chez les souris femelles à 111,3 mg de bore/kg de poids corporel et par jour[62]. 
Chez des femelles prégnantes de rats de souche Sprague-Dawley exposées à une alimentation enrichie en bore, il y a corrélation entre les concentrations sanguines de bore et l'exposition de la mère, et la dose sans effet nocif observé est de 10 mg de bore/kg de poids corporel et par jour, avec des effets adverses pour le fœtus apparaissant à 13 mg de bore/kg de poids corporel et par jour[63].
- un impact sur le ratio Y/X des spermatozoïdes a également été mis en évidence lors d’une étude sur plusieurs centaines d'ouvriers chinois exposés au bore (comparés à une population témoin moins exposée au bore) a montré une différence de ratio Y/X (réduit chez les travailleurs de l'industrie du bore), mais sans effets directs et statistiquement significatifs sur les autres caractéristiques du sperme ou le nombre d'enfants faits par environ 1000 travailleurs de l'industrie du bore de la province de Liaoning en Chine du Nord[64]. Soit l'être humain est moins sensible au bore que les souris, rats et chiens utilisés en laboratoire, soit ces résultats sont biaisés par une baisse de fertilité due au bore est ici cachée par une baisse générale de fertilité dans les populations étudiées, due à d'autres facteurs et/ou par le cadre de la politique de l'enfant unique conduite en Chine.
- Une toxicité rénale est également observée, avec des « changements dégénératifs histopathologiques observés en particulier dans les cellules des tubules proximaux qui étaient dose-et temps-dépendants »[65].

### Toxicité chez l'enfant
Le mésusage accidentel d'antiseptiques contenant de l'acide borique était encore dans les années 1980 l'une des premières causes d'accidents toxiques (parfois mortels) du nouveau-né et du nourrisson.
Des empoisonnements ont aussi eu lieu à la suite de l'absorption accidentelle de pesticides (dont insecticides) domestiques, comme chez les animaux qui y sont exposés.
Dans d'autres cas, ce sont des produits ménagers contenant des borates qui étaient en cause, ou lors d'accidents du travail dans un contexte de production ou d'utilisation de boranes.
Chez l'enfant, les cas de toxicité aiguë sont plus facilement détectés, mais il existe aussi des situations d'empoisonnement chronique.

### Cinétique corporelle, excrétion
Chez l'humain et l'animal de laboratoire, 100 % du bore ingéré passe en quelques heures la barrière intestinale vers le sang, pour être ensuite passivement diffusé dans l'ensemble du corps. On l'y retrouve dispersé de manière inhomogène : dans les heures qui suivent l'exposition, il est moins concentré (20 % moins chez le rat) dans les tissus gras, et plus concentré dans l'os, certains tissus du cerveau et la moelle osseuse (4 fois plus dans la moelle que dans le sang).
L'acide borique ne semble pas métabolisé chez l'animal ni chez l'humain, sans doute en raison de l'importante quantité d'énergie nécessaire qu'il faut pour rompre la liaison BO, mais il y a une affinité chimique pour les groupes chimiques cis-hydroxy, qui pourrait expliquer certains de ces effets biologiques.
Une grande partie de cet acide borique est ensuite assez rapidement (un peu plus d'une centaine d'heures) filtré par les reins et excrété via l'urine (de même que pour la plupart du bore expérimentalement injecté en intraveineuse,).

La teneur urinaire en bore est donc considérée comme indicatrice d'une exposition récente.

 Chez la femelle du rat prégnante, le rein élimine un peu plus vite le bore, bien que sa clairance soit inférieure à celle de la créatinine, ce qui suggère une réabsorption tubulaire.
Chez des volontaires humains ayant reçu du bore dans l'alimentation, sa demi-vie était de 21 h en moyenne, et chez d'autres volontaires ayant une dose unique de 562 à 611 mg d'acide borique par perfusion en 20 min (dans le cadre d'une étude de pharmacocinétique) avaient après 120 heures éliminé 98,7 (±9 %) de la dose, excrétée via l'urine.
La cinétique du bore semble similaire chez l'humain et le rat, mais chez le rat la durée de demi-vie du bore est de 14 à 19 h environ, significativement plus courte que chez l'humain.
La part du bore qui n'est pas rapidement excrété peut être plus ou moins durablement absorbé par le cerveau et surtout par les os.
Chez la femme enceinte, comme pour le lithium (présent à dose relativement élevée dans l'eau avec le bore dans certaines zones d'Argentine ou du Chili il a été montré (2012) que le placenta n'est pas une barrière pour le bore, montrant une exposition fœtale directe avec jusqu'à 1 700 mg de lithium/L et 14 000 de bore mesurés dans la première urine du nouveau-né) ; dont les conséquences n'ont pas été étudiées.

Par contre le nourrisson semble moins exposé via le lait maternel (qui contient moins de bore que le sang de la mère) que par le lait maternisé reconstitué avec l'eau du robinet de ces régions.

### Le cas du bore en nanoparticules ou dans des nanoproduits
Le développement des nanotechnologies utilisant le bore pose de nouvelles questions aux toxicologues et écotoxicologues et à la biologie cellulaire, avec notamment le développement dans les années 2000 de nanotubes constitués de nitrure de bore,,

## Écotoxicité

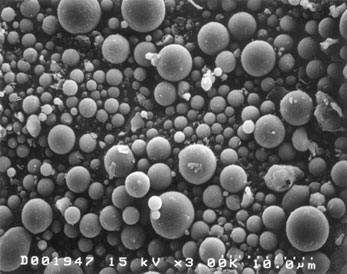
Le bore est un oligoélément pour les végétaux (tous l'accumulent). Le charbon étant surtout constitué de restes végétaux terrestres, il contient une quantité significative de bore (alors que le pétrole et le gaz naturel, plutôt issus de matière organique d'origine marine ou lacustre, en contiennent moins). Les fines cendres volantes issues des centrales thermiques au charbon (ici vue en microscopie électronique) sont riches en bore et peuvent être une source de contamination environnementale (comme la combustion du charbon).

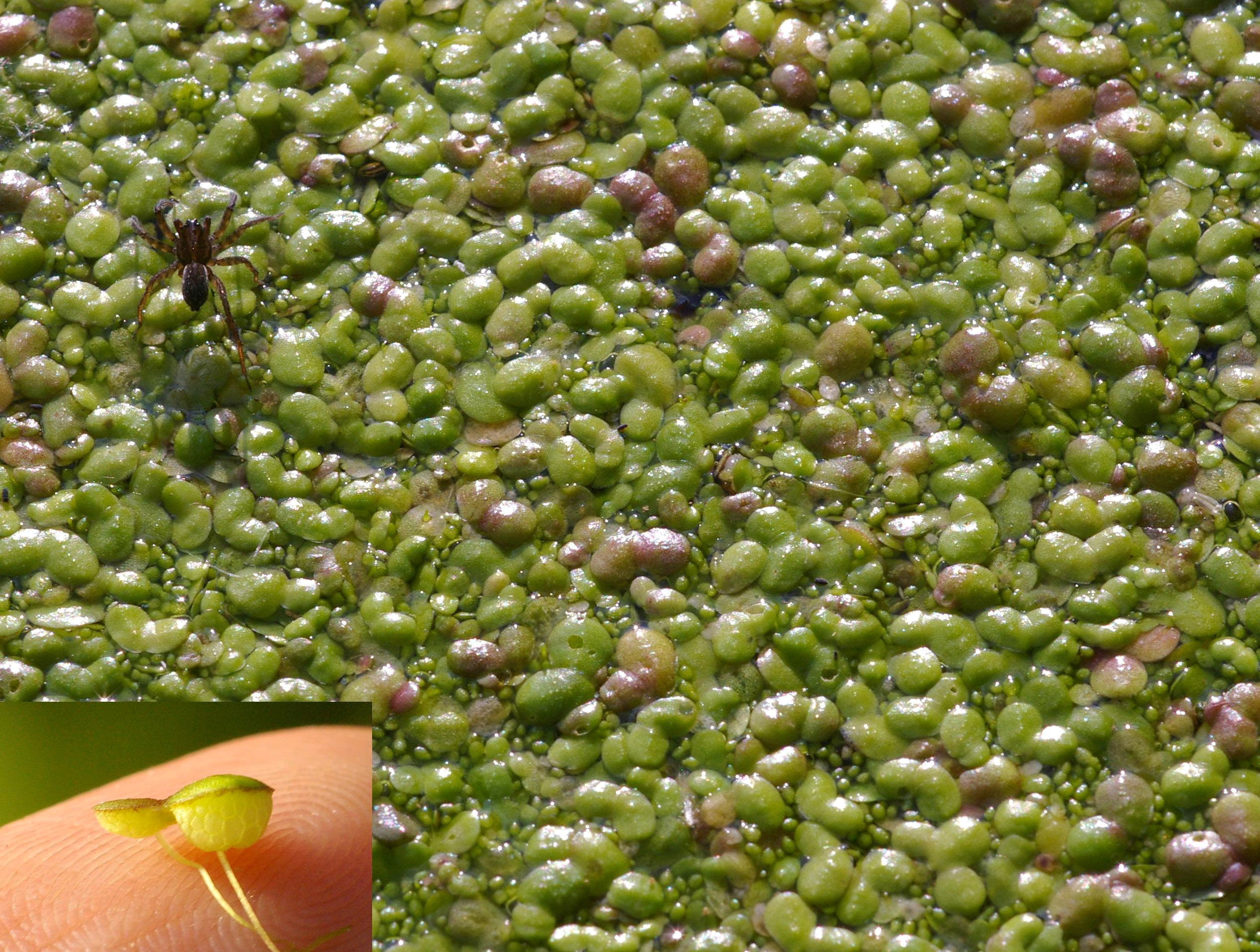
Les lentilles d'eau (Lemna gibba L.) absorbent si bien le bore, qu'il a été proposé de les utiliser en phytoremédiation pour épurer l'eau polluée par le bore, cependant au-delà d'une certaine dose le bore devient toxique pour cette espèce.

Les carences aussi bien que les excès (toxicité) en bore affectent la croissance, la morphologie, la physiologie et la structure cellulaire des plantes et donc leur rendement en culture. Un apport bien dosé de bore sur un sol carencé peut améliorer les rendements de culture de végétaux (de tournesol par exemple) ou d'arbre (pommiers par exemple).
Des expériences de culture hydroponique contrôlée publiées en 2017 confirment qu'une carence affecte plutôt les racines, alors que l'excès brûle le bord des feuilles plus âgées. Les enzymes antioxydants (dont la superoxyde dismutase (SOD), la peroxydase (POD), la catalase (CAT) et l'ascorbate peroxydase (APX) chutent en cas de déficit en bore, et aussi — dans une certaine mesure — en cas d'excès. La concentration de MDA chute en cas de carence et augmente avec la concentration en bore. Des fonctions vitales comme la photosynthèse, l'évapotranspiration, la conductance stomatale et les échanges gazeux foliaires et le CO2 intercellulaire sont réduites à la fois en cas de carence et d'excès. La teneur en chlorophylle et en caroténoïdes diminue aussi quand il y a carence ou excès en bore. En raison des enjeux du bore pour les plantes cultivées, c'est l'un des éléments chimiques dont l'écotoxicité dans le sol a été la plus étudiée (en 2017, des études et données scientifiques sur ses doses létales et sublétales dans le sol ont été publiées pour au moins 38 taxons végétaux).
Le bore est toxique pour de nombreuses espèces du sol et dans divers types de sols (acides surtout). Certaines espèces (par exemple Folsomia candida) y sont très sensibles. Parmi les vers, les espèces enchytrées y semblent les plus sensibles. Chez les plantes globalement les dicotylédones y sont toxicologiquement les plus sensibles, suivies des monocotylédones et des gymnospermes qui en supportent des quantités plus élevées. La sensibilité augmente aussi avec la durée d'exposition et la dose finale. Des points limites tels que la létalité et l'évitement mesurés par certains tests semblent moins importants que les effets sur la reproduction (mesurés par d'autres types de tests).
À la suite des rejets anthropiques liquides et gazeux (cf. effluents non traités et combustion du charbon notamment), on a mesuré (à la fin des années 1960 dont au Royaume-Uni) un accroissement du taux de bore des eaux de surface et de cours d'eau qui a ensuite diminué (années 2010 au Royaume-Uni) avec le développement des stations d'épuration et de nouvelles formulations des détergents à partir des années 1990 (perborates remplacé par d'autres agents blanchissants).
Le bore n'est pas considéré comme mutagène ni cancérogène, mais il est soupçonné d'être reprotoxique. L'acide borique a longtemps été utilisé comme « toxique de référence » pour calibrer ou mesurer la sensibilité de tests écotoxicologiques standardisés, mais on lui cherche des alternatives moins préoccupantes pour la santé environnementale.
Certaines régions ont cependant été polluées par les activités humaines, des sols et milieux salinisés, et certaines nappes ou sols de plusieurs régions minières sont naturellement enrichies en bore (comme dans le Sud-Ouest des États-Unis où la roche-mère affleurante est naturellement riche en bore ou dans certaines régions turques ; de Kirka) ou d'Hisarcik (dans la province de Kutahya) où l'on trouve de 2,05 à 29,00 mg de bore par litre d'eau (4,08 mg/l en moyenne), avec dans cette même région une excrétion urinaire humaine variant de 0,04 à 50,70 mg/l de bore (8,30 ± 10,91 mg bore/l  en moyenne) chez l'adulte.
La toxicité environnementale de ce bore et de celui qui peut être émis dans les milieux (cours d'eau notamment) fait l'objet de quelques études,, dont pour des plantes (l'excès ou le manque de bore est l'un des premiers problèmes pour la santé des plantes) et insectes ou crustacés (daphnie par exemple) aquatiques. Elles ont montré que les taux environnementaux de bore de certaines régions d'Europe sont proches des niveaux de toxicité pour les insectes aquatiques et d'autres espèces, laissant penser que les introductions anthropiques de bore dans l'environnement peuvent déjà poser des problèmes dans les régions où le taux de bore était naturellement plus élevé et/ou pour les espèces qui y sont le plus sensibles (invertébrés, certaines plantes…). Les eaux d'irrigation trop riches en bore pourraient peut-être à terme poser des problèmes, de même que les cendres issues de la combustion du charbon ou de bois traités au bore, notamment quand ces cendres sont utilisées comme amendements pour le sol. Par exemple sur sol acide amendé avec des cendres de charbon le maïs absorbe et accumulé plus de bore. La taille des particules de cendre influe sur leur capacité à adsorber ou relarguer le bore.
Le bore susceptibles de poser des problèmes environnementaux provient notamment de certains détergents, de biocides et ignifugeants du bois, de tissus ou d'isolants thermiques (ouate de cellulose) notamment. Ils posent des problèmes en fin de vie du matériau, et peut-être à la suite des contacts que des oiseaux, chauve-souris ou autres mammifères peuvent avoir avec le matériau traité.

## Épuration des eaux potables
À haute dose le bore est un contaminant indésirable des eaux potables et d'irrigation (il est phytotoxique au-delà d'un certain seuil). Dans certaines régions (de Turquie ou du sud des États-Unis notamment), les eaux peuvent contenir des quantités élevées de bore, susceptibles de poser des problèmes de toxicité.
L'épuration du bore de l'eau est assez coûteuse, mais techniquement possible, par exemple par électrocoagulation, osmose inverse, ou par des procédés hybrides déjà utilisés pour la dessalinisation (la mer contient une grande partie du bore « terrestre »), utilisant une résine ou d'autres matériaux absorbant sélectivement certains sels. Une alternative par bioremédiation par une micro algue (Chlorella) récemment isolée, a été testée et proposée en 2012.
Une méthode moins couteuse pourrait utiliser les propriétés adsorbantes de certaines argiles (naturelles ou modifiées) pour adsorber le bore.

## Aliments riches en bore
On trouve du bore principalement dans les légumes-feuilles (chou, laitue, poireau, céleri, etc.), les fruits (sauf ceux du genre citrus), les légumineuses et les noix. Parmi les aliments les plus riches, on compte l'avocat, l’arachide, la prune, le raisin, la poudre de chocolat, le vin et la noix de pécan.

## Phrases de risque
Depuis les années 2000, l'acide borique est considéré (par l'Agence européenne des produits chimiques (ECHA) notamment, et par le règlement REACH) comme une « substance hautement préoccupante en raison de ses propriétés reprotoxiques ».
Tout ou partie des dérivés du bore et de l'acide borique en Europe, depuis 2010 sont qualifiés par les phrases de risque suivantes :
- R 60 – Peut altérer la fertilité ;
- R 61 – Risque pendant la grossesse d’effets néfastes pour l’enfant ;
- S 45 – En cas d’accident ou de malaise, consulter immédiatement un médecin (si possible lui montrer l’étiquette) ;
- S 53 – Éviter l’exposition – se procurer des instructions spéciales avant utilisation ;
- X 02 – Réservé aux utilisateurs professionnels. Attention ! Éviter l’exposition – se procurer des instructions spéciales avant utilisation.

## Dérivés
Les principaux dérivés commercialisés du bore ou industriellement utilisés sont :
- sels disodiques : borate de sodium (ou borax anhydre ; diborate de sodium ; tétraborate de sodium) ; no CAS : 1330-43-4 ;
- borate de triméthyle (ou ester triméthylique de l'acide borique ; UN2416) ; no CAS : 121-43-7 ;
- oxyde de bore (ou sesquioxyde de bore ; trioxyde de bore ; trioxyde de dibore) ; no CAS : 303-86-2 ;
- tribromure de bore (ou bromure de bore ; UN2692) ; no CAS : 10294-33-4 ;
- trichlorure de bore (ou chlorure de bore ; UN1741) ; no CAS : 10294-34-5 ;
- trifluorure de bore (ou fluorure de bore, UN1008) ; no CAS : 7637-07-2 ;
- trifluorure de bore (éthérate) ; no CAS : 109-63-7 ;
- borohydrure de sodium (ou tétrahydroborate de sodium ; UN1426) ; no CAS : 16940-66-2 ;
- décaborane (ou UN1868) ; no CAS : 17702-41-9 ;
- diborane (ou boroéthane ; hydrure de bore ; hexahydrure de dibore ; UN1911) ; no CAS : 19287-45-7 ;
- pentaborane (UN1380) ; no CAS : 19624-22-7 ;
- perborate de sodium (ou peroxyborate de sodium ; peroxoborate de sodium) ; no CAS : 7632-04-4 ;
- tétraborate de sodium, décahydraté (ou biborate de sodium ; diborate de sodium décahydraté ; pyroborate de sodium ; pyroborate de sodium décahydraté ; tétraborate de sodium ; borax) ; no CAS : 1303-96-4 ;
- triéthylborane ; no CAS : 97-94-9.

## Commerce
En 2014, la France est nette importatrice de bore, d'après les douanes françaises. Le prix moyen à la tonne à l'import était de 570 €.